# Осса, Диего
Дие́го О́сса Ви́вес (исп. Diego Ossa Vives; род. 14 апреля 2004) — чилийский футболист, нападающий клуба «Универсидад де Чили».

## Клубная карьера
Осса — воспитанник клуба «Универсидад Католика». 6 августа 2022 года в матче против «Эвертона» он дебютировал в чилийской Примере.

## Международная карьера
В 2023 году в составе молодёжной сборной Чили Осса принял участие в молодёжном чемпионате Южной Америки в Колумбии. На турнире он сыграл в матчах против сборных Венесуэлы и Уругвая.